# ژاپن در المپیک تابستانی ۲۰۱۲
ژاپن در بازی‌های المپیک تابستانی ۲۰۱۲ که در شهر لندن بریتانیای کبیر برگزار شد، کاروان ژاپن با ۲۹۵ ورزشکار در این رقابت‌ها شرکت کرد و موفق به کسب ۳۸ مدال (۷ طلا، ۱۴ نقره، ۱۷ برنز) شد. در جدول رتبه‌بندی توزیع مدال‌ها، ژاپن در ردهٔ ۱۱ مسابقات قرار گرفت.